# Venus de Monruz
La Venus de Monruz (també anomenada Venus de Neuchâtel o Venus de Neuchâtel-Monruz) és una venus del Paleolític superior tardà, o de l'inici de l'Epipaleolític: data de fins a finals del magdalenià, fa 11.000 anys.
És un penjoll d'atzabeja negra amb forma de cos humà estilitzat, de 18 mm d'alçada. Es descobrí al 1991, durant la construcció de la carretera N5 de Monruz, al municipi de Neuchâtel, Suïssa.
La Venus d'Engen, Alemanya, és una venus que té una notable semblança amb la Venus de Monruz. També s'elaborà en atzabeja i pertany al període magdalenià, és a dir, que té uns 15.000 anys d'antiguitat. Els llocs on aparegueren ambdues estatuetes són a 130 km de distància i és possible que les haja creades el mateix artista.